# Pseudomystus breviceps
Pseudomystus breviceps är en fiskart som först beskrevs av Regan, 1913.  Pseudomystus breviceps ingår i släktet Pseudomystus och familjen Bagridae. Inga underarter finns listade i Catalogue of Life.